# Donald Cook
Donald Cook, född 26 september 1901 i Portland, Oregon, död 1 oktober 1961 i New Haven, Connecticut, var en amerikansk skådespelare. 

## Biografi
Cook var skådespelare på Broadway under flera decennier, och han medverkade också i mer än 60 filmer. Han var som mest populär under 1930-talets första hälft.
Han har tilldelats en stjärna på Hollywood Walk of Fame.

## Filmografi
- 1931 – De förtappades ö
- 1931 – Public Enemy - samhällets fiende nr 1
- 1932 – Det gåtfulla mordet
- 1932 – Mannen som spelade gud
- 1933 – En farlig kvinna
- 1933 – Livets jyckelspel
- 1933 – Kyssen framför spegeln
- 1935 – Falskt spår
- 1936 – Teaterbåten
- 1945 – Blonde Ransom
- 1945 – Se opp för flickor!
- 1950 – Du är vår egen

## Teater

### Roller
| År   | Roll         | Produktion                                  | Regi        | Teater                        |
| ---- | ------------ | ------------------------------------------- | ----------- | ----------------------------- |
| 1954 | Larry Larkin | King of Hearts Jean Kerr och Eleanor Brooke | Walter Kerr | Lyceum Theatre, New York, USA |